# Léon Darricarrère
Pas d'image ? Cliquez ici

a Compétitions nationales et continentales officielles uniquement.

b Matchs officiels uniquement.
Dernière mise à jour le 8 juillet 2025.
Léon Darricarrère, né le 4 juin 2004, est un joueur français de rugby à XV. Il évolue au poste de centre à l'ASM Clermont Auvergne en Top 14.
Son père, David Darricarrère, est un joueur puis entraineur de rugby à XV.

## Biographie

### Jeunesse et formation
Léon Darricarrère est originaire de Mont-de-Marsan,. Il est le fils de David Darricarrère, joueur puis entraineur de rugby à XV.
En 2009, il commence lui aussi le rugby à XV au sein du Stade rochelais, il rejoint le Stade montois en 2011 jusqu'en 2013 lorsqu'il rejoint le Castres olympique puis retourne au Stade montois à partir de 2016 où il reste jusqu'en 2021, date à laquelle il rejoint le centre de formation de l'ASM Clermont Auvergne,, avec qui il signe un contrat de trois ans, en même temps que ses amis Baptiste Jauneau et Cyriac Guilly avec qui ils faisaient partie du pôle espoirs de Bayonne,.
Durant sa formation, il évolue à différents postes, tels que troisième ligne, arrière mais joue majoritairement au centre,.
En décembre 2021, il est inclus dans une liste de soixante joueurs amenés à participer à un stage préparatoire avec l'équipe de France de rugby à XV des moins de 20 ans pour le Tournoi des Six Nations des moins de 20 ans 2022 en janvier suivant. Cependant, ce stage est annulé en raison du Covid-19. Il n'est ensuite pas retenu pour la compétition. Au mois d'avril 2022, il est retenu avec l'équipe de France des moins de 20 ans développement pour disputer une tournée de préparation face à leurs homologues Irlandais,,.
En juillet 2022, il fait partie de la sélection française de rugby à sept des moins de 18 ans qui remporte le Championnat d'Europe de rugby à sept de sa catégorie. Le mois suivant, il est convoqué pour la première fois avec l'effectif professionnel de l'ASM Clermont pour les matchs amicaux de pré-saison 2022-2023 contre le RC Toulon et l'Union Bordeaux Bègles,.
En février 2023, il est à nouveau sélectionné avec l'équipe de France des moins de 20 ans dans le cadre du Tournoi des Six Nations des moins de 20 ans, pour disputer la troisième journée face à l'Écosse où il est aligné sur le banc des remplaçants. Durant la rencontre, il remplace Arthur Mathiron en seconde période. C'est son seul match de la compétition. Plus tard son équipe termine à la seconde place du Tournoi. En avril suivant, il est retenu avec l'équipe de France des moins de 20 ans développement pour disputer des matchs contre l'Irlande. Le mois suivant, il fait partie d'un groupe de cinquante-et-un joueurs convoqués pour préparer le Championnat du monde junior 2023 avec les Bleuets. De retour avec l'ASM Clermont, il est titularisé pour la demi-finale du Championnat de France espoirs, néanmoins son équipe est défaite par l'Union Bordeaux Bègles. Début juin, il est définitivement sélectionné avec l'équipe de France des moins de 20 ans pour participer au Championnat du monde junior. Cependant, quelques jours plus tard, il est contraint de déclarer forfait et ne participe donc pas à la compétition qui voit les Bleuets la remporter,.

### Début de carrière professionnelle prometteur et premières convocations en équipe de France (depuis 2023)
Durant la pré-saison 2023-2024, il est intégré à l'effectif professionnel de l'ASM Clermont Auvergne pour disputer une rencontre amicale contre l'USON Nevers début août 2023. Le mois suivant, il est retenu pour la première fois sur une feuille de match officielle avec l'équipe professionnelle et par l'entraineur Christophe Urios qui le récompense après de bons entrainements de sa part, ainsi qu'à la suite des forfaits d'Irae Simone et de Pierre Fouyssac, à l'occasion de la troisième journée du Top 14 contre le Stade rochelais, son premier club formateur. Il est titularisé au poste de premier centre et associé à Julien Hériteau,. Durant la rencontre, il dispute une soixantaine de minutes, avant d'être remplacé par Anthony Belleau, et contribue à la victoire 11 à 10 des siens,. Fin octobre suivant, il signe une prolongation de contrat avec l'ASM Clermont le liant désormais jusqu'en 2027 avec ce dernier. En décembre, il fait ses débuts en Challenge Cup lorsqu'il est titularisé sur le terrain de Gloucester Rugby, son équipe s'incline cependant 28 à 17. Lors de cette compétition, il inscrit son premier essai avec son club lors de la troisième journée sur la pelouse des Black Lion où il délivre une bonne prestation,. Le match suivant en Top 14, sur la pelouse du Castres olympique entraîné par son père, il adresse une passe décisive à son coéquipier Bautista Delguy qui s'en va marquer un essai, son équipe remporte ce match à l'extérieur 23 à 20. En mars, il est convoqué par l'équipe de France des moins de 20 ans pour préparer la dernière journée du Tournoi des Six Nations 2024. Titulaire pour ce match contre l'Angleterre, il s'incline toutefois 45 à 31 à domicile avec ses coéquipiers. Pour la vingt-troisième journée de Top 14, il se montre décisif en inscrivant un essai important, sur une passe de son coéquipier Mathys Belaubre, lors du succès des siens 35 à 28 sur la pelouse de l'USA Perpignan. La journée suivante, contre le Castres olympique, toujours entraîné par son père David, à domicile il inscrit un nouvel essai décisif qui permet à son équipe de reprendre le bonus offensif à ce moment du match, son club s'impose finalement 36 à 20 avec le bonus. Pour sa première saison en professionnel, profitant des blessures de ses partenaires du centre, Fouyssac, Hériteau, Moala et Simone, il dispute un total de vingt-trois matchs, dont seize titularisations, tout en inscrivant quatre essais. De ce fait, il est l'un des joueurs les plus utilisés de l'effectif clermontois et est décrit comme étant la révélation de la saison du club,.
À l'issue de la saison, au mois de juin 2024, il est retenu en équipe de France dans une liste de trente-deux joueurs pour préparer la tournée d'été en Argentine. Cette liste est marquée par l'absence des cadres habituels et la présence de nombreux joueurs sans sélections. Le 10 juillet, il joue sous le maillot national face à l'Uruguay, dans une rencontre non capée disputée par l'équipe de France développement.
Lors du début de saison 2024-2025, malgré des performances moins convaincantes,, il continue d'être titulaire au sein de la paire de centre clermontoise. Début novembre, il est finalement convoqué avec le XV de France afin de préparer le premier match des test matchs d'automne contre le Japon. N'ayant pas été retenu par l'encadrement de l'équipe de France, il retourne en club et aide l'ASM en inscrivant un essai lors d'une victoire importante contre l'Union Bordeaux Bègles. À la fin du mois, il subit une lourde blessure aux ischio-jambiers contre le Castres olympique qui le prive de compétition pour une longue période. Durant sa période de convalescence, il est tout d'abord inscrit dans la liste premium du XV de France puis, au mois de février 2025, il signe son premier contrat professionnel, la durée restant la même que son précédant contrat espoir signé lors de la saison dernière, soit jusqu'en 2027 mais avec une option d'une année supplémentaire. Il effectue son retour sur les terrains à la mi-avril lors d'un déplacement au RC Toulon. Après ce match, il enchaîne les rencontres jusqu'à la fin de saison et participe au match de barrage de Top 14 perdu par son club sur la pelouse de l'Aviron bayonnais,. Au total, il prend part à dix-sept rencontres, quinze comme titulaire, et inscrit deux essais.
Vers la fin du mois de juin 2025, il est retenu dans le groupe du XV de France pour la tournée estivale en Nouvelle-Zélande.

## Statistiques

### En club
| Saison             | Club               | Championnat | Championnat | Championnat | Compétitions EPCR | Compétitions EPCR | Compétitions EPCR |
| Saison             | Club               | Compétition | Matchs      | Essais      | Compétition       | Matchs            | Essais            |
| ------------------ | ------------------ | ----------- | ----------- | ----------- | ----------------- | ----------------- | ----------------- |
| 2023-2024          | ASM Clermont       | Top 14      | 17          | 3           | Challenge Cup     | 6                 | 1                 |
| 2024-2025          | ASM Clermont       | Top 14      | 17          | 2           | Champions Cup     | -                 | -                 |
| Total ASM Clermont | Total ASM Clermont | Top 14      | 34          | 5           | Compétitions EPCR | 6                 | 1                 |

### En équipe nationale de jeunes
Léon Darricarrère dispute deux matchs avec l'équipe de France des moins de 20 ans en deux saisons, prenant part à deux éditions du Tournoi des Six Nations en 2023 et 2024.

## Palmarès
- Vainqueur du Championnat d'Europe de rugby à sept des moins de 18 ans avec l'équipe de France de rugby à sept des moins de 18 ans en 2022.